# Rhode Island Rams

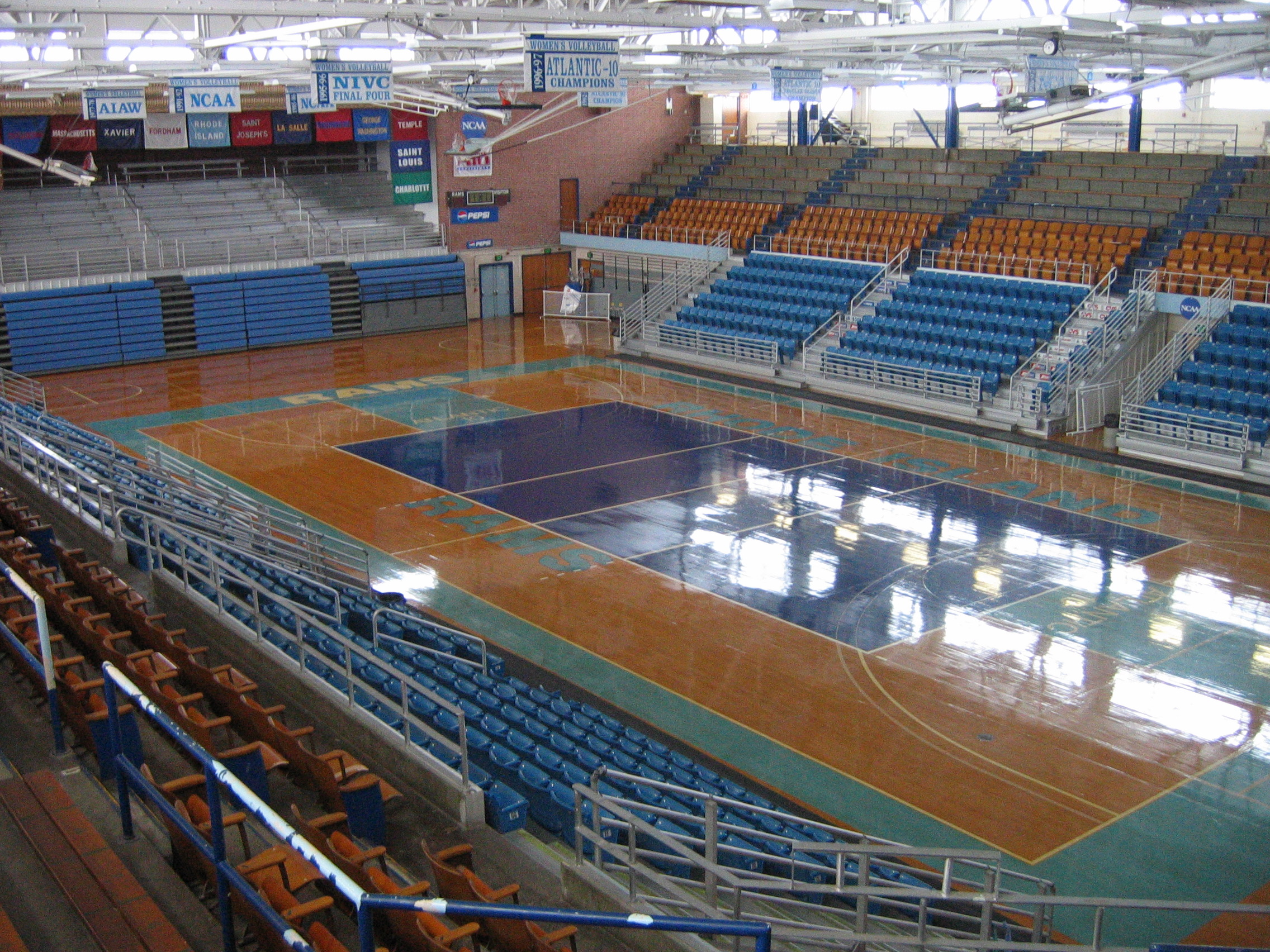
Keaney Gymnasium.

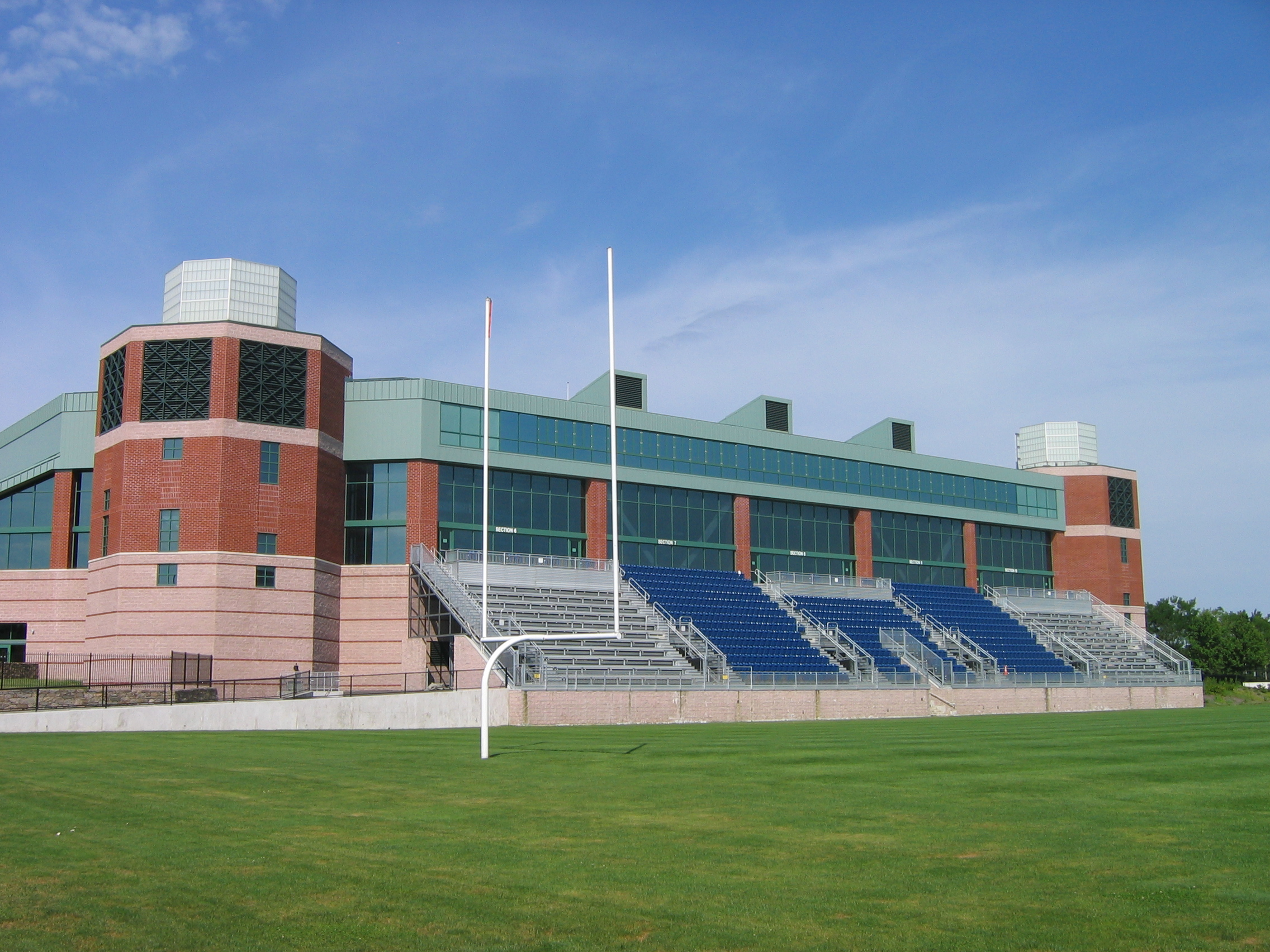
Meade Stadium.

Rhode Island Rams (español: Carneros de Rhode Island) es el nombre de los equipos deportivos de la Universidad de Rhode Island, situada en Kingston, Rhode Island. Los equipos de los Rams participan en las competiciones universitarias organizadas por la NCAA, y forman parte de la Atlantic Ten Conference en todos los deportes excepto en fútbol americano, equipo que compite en la Colonial Athletic Association.

## Apodo
El nombre de Rams (carneros) tiene su origen en 1923, y rinde homenaje al pasado de la universidad, fundada como Rhode Island College of Agriculture and Mechanic Arts, y vinculada con las actividades agrícolas y ganaderas. Hasta el año 1974 había una mascota viva, tradición que ha dejado de existir, siendo sustituida por Rhody, un carnero antropomórfico.

## Equipos
Los Rams tienen 8 equipos masculinos y 10 femeninos:
| - Masculino - Baloncesto - Cross - Atletismo - Atletismo en pista cubierta - Fútbol - Béisbol - Fútbol americano - Golf | - Femenino - Baloncesto - Cross - Atletismo - Atletismo en pista cubierta - Fútbol - Sófbol - Tenis - Natación - Voleibol - Remo |

## Baloncesto
El equipo masculino de baloncesto de Rhode Island ha llegado en 8 ocasiones a la fase final de la NCAA, siendo su mejor resultado en 1998, cuando llegó a cuartos de final. Un total de 14 jugadores de los Rams han llegado a la NBA, entre los que destacan Cuttino Mobley y Lamar Odom.